# 巴巴拉島
巴巴拉島（英語：Barbara Island），是南極洲的島嶼，位於葛拉漢地西岸的法利埃海岸，屬於德貝納姆群島的一部分，由英國探險隊發現，現時由南極條約體系管理。